# Sergei Iwanowitsch Simin

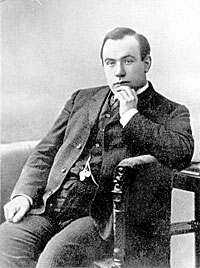
Sergei Iwanowitsch Simin (1904)

Sergei Iwanowitsch Simin (russisch Сергей Иванович Зимин; * 21. Junijul. / 3. Juli 1875greg. in Sujewo; † 26. August 1942 in Moskau) war ein russischer Impresario und Operndirektor.

## Leben
Simin stammte aus einer altgläubig-feodosijanischen Kaufmannsfamilie. Sein Vater Iwan Nikititsch Simin (1818–1887) gründete 1884 die bedeutende Aktiengesellschaft „Sujewo-Manufaktur-Gesellschaft I. N. Simin“.
Simin absolvierte die Moskauer Handelsfachschule mit Abschluss 1896. Er begeisterte sich für Musik und nahm Gesangsstunden bei Nikolai Kedrow, Anton Barzal und N. P. Miller. Er besuchte ständig die „Private Russische Oper“ Sawwa Mamontows und beteiligte sich an Millers Gesangsabenden. Als Mamontow 1899 infolge seines Bankrotts verhaftet wurde, erhielt Simin von Michail Ippolitow-Iwanow den Vorschlag, die nun herrenlose Operntruppe zu leiten. Simin lehnte wegen seiner fehlenden Erfahrung zunächst ab, fühlte sich aber zur Bewahrung der Tradition der Mamontow-Oper verpflichtet. 1902 veranstaltete er im Kuskowoer Gartentheater Opernmusik-Konzerte. Anfang 1903 folgten seine populären Konzerte im Zoo, im Sokolniki-Park und auf Bühnen der Gesellschaft für Volksunterhaltung. Im Sommer 1903 veranstaltete er eine Opernaufführung im Kuskowo-Park, und bald gehörte er zu den Teilhabern des Opernunternehmens des bekannten Opernsängers Michail Medwedew. Auch veranstaltete Simin Lehrkonzerte. 1904 reiste er zu Studienzwecken nach Wien, Berlin, Neapel, Rom und Paris. Nach seiner Rückkehr stellte er 1904 in Moskau eine Operntruppe zusammen, aus der das Simin-Operntheater entstand, und gründete ein Museum der Opernkunst.

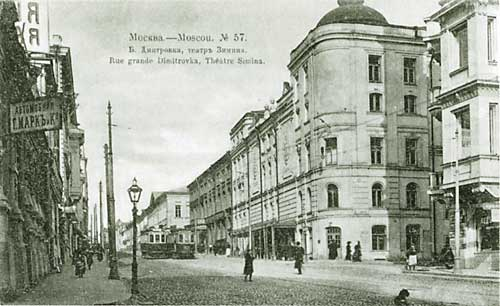
Simin-Oper in Moskau

Nach der Oktoberrevolution wurde das Simin-Theater verstaatlicht. Simin war 1918 und 1921–1923 künstlerischer Berater des Moskauer Künstlertheaters (MChAT). Daneben leitete er 1918–1922 die Musikalienbibliothek des MChAT. 1919–1920 war er Direktoriumsmitglied der Kleinen Staatlichen Oper. Mit dem Beginn der Neuen Ökonomischen Politik (NEP) lebte die Kunst wieder etwas auf. 1922 eröffnete Simin wieder ein Theater und gründete die Aktiengesellschaft „Erste Freie S. I. Simin-Oper“, die in zwei Jahren mehr als 20 Opern aufführte, darunter Tschaikowskis Mazeppa und Wiktor Dolidses Keto und Kote. Nach dem Russischen Bürgerkrieg verließen viele Intellektuelle gezwungenermaßen Russland, so dass das Operninteresse geringer wurde. 1924 wurde das Theater schließlich aufgelöst. 1925–1928 diente das Theater als Experimentierbühne. 1922–1935 war es das Zweite Staatliche Opern- und Balletttheater. 1936 wurde es eine Filiale des Bolschoi-Theaters. Simin lebte in dem Gebäude bis zu seinem Tode und war künstlerischer Berater dieser Filialoper.
Simin wurde auf dem Moskauer Preobraschenskoje-Friedhof begraben. 1996 wurde anlässlich des 120. Geburtstages ein Simin-Gesangswettbewerb durchgeführt. Im Glinka-Musikmuseum wird unter Beteiligung von Simins Enkelin Wera Michailowna Simina die Herausgabe von Simins Tagebüchern erarbeitet.